# Lucas Sang
Lucas Sang (ur. 12 lutego 1961, zm. 1 stycznia 2008 w Eldoret) – kenijski lekkoatleta, uczestnik Letnich Igrzysk Olimpijskich w Seulu w 1988, gdzie biegł w sztafecie 4 × 400 metrów zajmując 8 miejsce.  
Zginął w czasie zamieszek w Kenii po ogłoszeniu zwycięstwa w wyborach prezydenckich dotychczasowego prezydenta kraju, Mwai Kibakiego. Według francuskiej agencji prasowej AFP sportowiec stracił życie w mieście Eldoret.
Pochowany został 9 stycznia 2008.